# Edificio del Banco de España (Teruel)
El antiguo edificio del Banco de España es un inmueble ubicado en la ciudad española de Teruel, en Aragón. Construido en la década de 1930, es fruto de un proyecto de Juan de Zavala.

## Descripción
Proyectado por el arquitecto Juan de Zavala en 1933, se sitúa en la emblemática plaza turolense de San Juan. Resuelve el programa de sucursal bancaria y viviendas de los trabajadores siguiendo las pautas marcadas por esta institución bancaria para sus delegaciones provinciales.
El volumen edificado ocupa todo el solar y consta de cuatro plantas y bajo cubierta. Las plantas semisótano y baja estaban destinadas a uso bancario, principal y primera a viviendas y bajo cubierta a almacén. Estas tres últimas plantas se desarrollan alrededor de un patio de luces central. El espacio más importante del Banco es la gran caja fuerte situada estratégicamente en el centro de la planta semisótano, no accesible al público y protegida por la puerta acorazada y el pasillo perimetral de vigilancia.
En la planta baja se dispone el acceso principal desde la plaza a través de un vestíbulo de control en el que destaca un artesonado policromado. En el centro de la planta, justo encima de la caja, se ubica el gran patio de público rodeado por oficinas y despachos. El patio es el espacio interior más representativo y por ello se ilumina a través de gran vidriera de techo cuyo motivo central es el escudo de la ciudad de Teruel. Exteriormente la unidad del conjunto queda reforzada por el tratamiento común de las fachadas en lo que a materiales y composición se refiere.
Las fachadas se realizan en fábrica mixta de ladrillo rojizo caravista y piedra con una composición equilibrada inspirada en los palacios renacentistas aragoneses. La fachada hacia la plaza se acentúa a través de la portada de acceso enmarcada en piedra y enfatizada por un balcón en la planta principal. Tiene especial relevancia en la composición el alero acorde con la escala y representatividad de este edificio. Su arquitectura de corte renacentista sirvió de base para marcar las pautas de la construcción durante la posguerra del resto de edificios de plaza por la Dirección General de Regiones Devastadas.
El 21 de febrero de 2008 alcanzó el estatus de Bien catalogado del patrimonio cultural aragonés, mediante una orden publicada el 7 de abril de ese mismo año en el Boletín Oficial de Aragón.
En la actualidad es la sede de las oficinas del Centro de Estudios de Física del Cosmos de Aragón.